# Humuya (kommun)
Humuya är en kommun i Honduras.   Den ligger i departementet Departamento de Comayagua, i den sydvästra delen av landet, 50 km väster om huvudstaden Tegucigalpa. Antalet invånare är 1 045.